# Nusalala ghioi
Nusalala ghioi is een insect uit de familie van de bruine gaasvliegen (Hemerobiidae), die tot de orde netvleugeligen (Neuroptera) behoort. 
Nusalala ghioi is voor het eerst wetenschappelijk beschreven door Monserrat in 2000.